# 520年代
520年代（ごひゃくにじゅうねんだい）は、西暦（ユリウス暦）520年から529年までの10年間を指す十年紀。

## できごと

### 520年
- インドのグプタ朝が分裂し、事実上崩壊。

### 523年
- 北魏で六鎮の乱が起こる。
- ヴァンダル王国でヒルデリックが王に即位（在位-530年）

### 525年
- のちの東ローマ皇帝ユスティニアヌス1世、テオドラと結婚。

### 527年
- 磐井の乱起こる（『日本書紀』）
- 東ローマ帝国でユスティニアヌス1世が皇帝に即位（-565年）

### 528年
- 磐井斬殺される（『日本書紀』）

### 529年
- 東ローマ皇帝ユスティニアヌス1世がアテネのアカデメイアを閉鎖し、学者を追放する。
- ベネディクトゥスがイタリアのモンテ・カッシーノに修道院を創設（現在のベネディクト会）
- 新羅、任那の4村を占有する（紀）